# Philydor atricapillus
A Philydor atricapillus a madarak (Aves) osztályának verébalakúak (Passeriformes) rendjébe és a fazekasmadár-félék (Furnariidae) családjába tartozó faj.

## Rendszerezése
A fajt Maximilian zu Wied-Neuwied német herceg, felfedező és természettudós írta le 1821-ben, az Anabates nembe Anabates atricapillus néven.

## Előfordulása
Argentína északi, Brazília déli és Paraguay keleti részén honos. Természetes élőhelyei a szubtrópusi vagy trópusi síkvidéki esőerdők.

## Megjelenése
Testhossza 17 centiméter, testtömege 17-27 gramm.
|  |

## Életmódja
Ízeltlábúakkal táplálkozik.

## Természetvédelmi helyzete
Az elterjedési területe rendkívül nagy, egyedszáma ugyan csökken, de még nem éri el a kritikus szintet. A Természetvédelmi Világszövetség Vörös listáján nem fenyegetett fajként szerepel.